# El Puig (Montellà i Martinet)
El Puig és una muntanya de 1.907 metres que es troba al municipi de Montellà i Martinet, a la comarca de la Baixa Cerdanya.